# Kimberley Woods
Kimberley Katie Woods (* 8. September 1995 in Rugby) ist eine britische Kanutin, die im Kanuslalom aktiv ist.

## Karriere
Kimberley Woods begann im Alter von acht Jahren mit dem Kanusport und gab 2012 ihr internationales Debüt. Drei Jahre darauf gewann sie ihre ersten Medaillen bei Großveranstaltungen: in Markkleeberg wurde sie 2015 im Einer-Canadier sogleich Europameisterin, während sie mit der Mannschaft außerdem Bronze gewann. Bei den Weltmeisterschaften in London wurde sie mit der Mannschaft im Einer-Kajak Vizeweltmeisterin. Ein Jahr später wurde sie in Liptovský Mikuláš sowohl mit der Mannschaft im Einer-Kajak als auch im Einer-Canadier Europameisterin. 2017 folgte in Pau der erste Weltmeistertitel, den sie mit der Mannschaft im Einer-Canadier gewann. Darüber hinaus wurde sie in Tacen im Einzel und mit der Mannschaft im Einer-Canadier jeweils Europameisterin. In der Mannschaftskonkurrenz verteidigte sie diesen Titel auch 2018 in Prag und 2019 in Pau, während sie außerdem 2018 Weltmeisterin mit der Mannschaft im Einer-Canadier in Rio de Janeiro wurde und mit der Mannschaft im Einer-Kajak Rang drei belegte. Bei den Europameisterschaften 2019 in Pau gewann sie zudem Bronze im Einer-Canadier. Die Weltmeisterschaften 2019 in La Seu d’Urgell schloss sie in der Mannschaftskonkurrenz mit dem Einer-Kajak auf Rang eins ab.
Nach einer Wettkampfpause aufgrund der COVID-19-Pandemie setzte Woods ihre Medaillenerfolge fort. In Bratislava gewann sie bei den Weltmeisterschaften mit Bronze im Einer-Kajak ihre erste Einzelmedaille bei einer Weltmeisterschaft und sicherte sich in der Mannschaftswertung zudem ihren nunmehr vierten Weltmeistertitel. Die Europameisterschaften 2021 in Ivrea beendete sie in dieser Wertung ebenfalls auf dem Goldmedaillenrang, während sie mit der Mannschaft im Einer-Canadier Zweite wurde. Bei den 2021 ausgetragenen Olympischen Spielen 2020 in Tokio trat Woods im Einer-Kajak an und zog nach Rang neun in den Vorläufen und Rang sechs im Halbfinale ins Finale ein. Dieses beendete sie nach drei Torberührungen und einem gänzlich verpassten Tor aufgrund hoher Zeitstrafen auf dem zehnten und damit letzten Platz. Ein Jahr darauf sicherte sie sich bei den Europameisterschaften in Liptovský Mikuláš mit der Mannschaft im Einer-Kajak Silber und bei den Weltmeisterschaften in Augsburg Silber im Kajak-Cross sowie Bronze in der Mannschaftskonkurrenz mit dem Einer-Canadier. Bei den Europaspielen 2023 in Krakau gewann Woods mit der Mannschaft im Einer-Canadier die Silbermedaille und gewann wenig später bei den Weltmeisterschaften in London insgesamt vier Medaillen. Im Kajak-Cross und in der Mannschaftskonkurrenz im Einer-Canadier wurde sie jeweils Weltmeisterin, im Einzel mit dem Einer-Canadier wurde sie Vizeweltmeisterin und belegte mit der Mannschaft im Einer-Kajak den dritten Platz.
2024 gewann sie auch bei den Europameisterschaften in Tacen die Bronzemedaille mit der Mannschaft im Einer-Kajak. Bei den Olympischen Spielen 2024 in Paris trat Woods in zwei Disziplinen an. Im Einer-Kajak belegte sie nach den Vorläufen Rang zwölf und schloss das Halbfinale als Dritte ab. Ihren Finallauf schloss sie in 98,94 Sekunden ab, womit sie hinter der siegreichen Australierin Jessica Fox, die in 96,08 Sekunden Olympiasiegerin wurde, und der in 97,53 Sekunden zweitplatzierten Polin Klaudia Zwolińska als Dritte die Bronzemedaille gewann. Im Wettbewerb im Kajak-Cross startete sie mit einem 16. Platz im Zeitfahren und gewann daraufhin ihre Läufe in der ersten Runde, in den Vorläufen, im Viertelfinale und auch im Halbfinale. Den Finallauf bestritt sie gegen die Französin Angèle Hug, die Australierin Noemie Fox und Elena Lilik aus Deutschland. Während Lilik wegen eines verpassten Tores disqualifiziert wurde, überquerte Fox als Erste die Ziellinie vor Hug und Woods, sodass Woods eine weitere Bronzemedaille gewann. Bei den Europameisterschaften 2025 in Vaires-sur-Marne belegte Woods sowohl im Einer-Kajak als auch im Kajak-Cross-Einzel den dritten Platz.
Woods schloss 2017 an der University of Hertfordshire ein Bachelorstudium in Sports and Recreation Studies ab.